# قسم دهغاه الريفي (مقاطعة آستانة أشرفية)
قسم دهغاه الريفي (بالفارسية: دهستان دهگاه) هي منطقة سكنية تقع في إيران في Kiashahr District. يقدر عدد سكانها بـ 10,832 نسمة .